# 岩田町 (豊橋市)
岩田町（いわたちょう）は、愛知県豊橋市の地名。11の小字が存在する。

## 地理
豊橋市東部に位置する。町域は5か所に分かれている。

### 池沼
- 水神池[2]（岩田運動公園内）
- 上庄池
- 影岩池
- 利兵池

### 小字
- 居村（いむら）
- 大坪（おおつぼ）
- 影岩（かげいわ）
- 北郷中（きたごうなか）
- 後毛（ごもう）
- 栄田（さかえだ）
- 上庄（じょうしょう）
- 曽銀（そぎん）
- 道合（みちあい）
- 宮下（みやした）
- 八ツ橋（やつはし）

### 学区
- 公立高等学校 - 三河学区
- 公立中学校 - 豊橋市立東陽中学校・豊橋市立青陵中学校[WEB 5]
- 公立小学校 - 豊橋市立岩田小学校・豊橋市立多米小学校・豊橋市立東田小学校[WEB 5]

## 歴史
渥美郡岩田村の一部を前身とする。

### 町名の由来
1878年に合併した5か村のうち、上岩崎村（のちの岩崎町）・下岩崎村の「岩」と田尻村の「田」による。

### 人口の変遷
国勢調査による人口および世帯数の推移。
| 1995年（平成7年）  | 136世帯 397人 |  |
| 2000年（平成12年） | 168世帯 499人 |  |
| 2005年（平成17年） | 241世帯 603人 |  |
| 2010年（平成22年） | 230世帯 609人 |  |
| 2015年（平成27年） | 204世帯 560人 |  |

### 沿革
- 1878年（明治11年） - 上岩崎村・下岩崎村・手洗村・田尻村・平川新田が合併し、岩田村が成立[3]。
- 1884年（明治17年） - 一部（旧上岩崎村・手洗村域）が岩崎村として分立[3]。
- 1889年（明治22年）10月1日 - 町村制施行・合併に伴い、渥美郡豊岡村大字岩田となる[3]。
- 1906年（明治39年）
  - 7月15日 - 豊橋町へ編入し、同町大字岩田となる[3]。
  - 8月1日 - 市制施行に伴い、豊橋市大字岩田となる[3]。
- 1926年（大正15年）2月5日 - 岩田町に改称[3]。
- 1959年（昭和34年）10月20日 - 一部が三ノ輪町となる[3][4]。
- 1960年（昭和35年）2月10日 - 一部が平川町・東光町・栄町・東田仲の町となる[3][4]。
- 1964年（昭和39年）4月9日 - 一部が春日町となる[3][5]。
- 1967年（昭和42年）8月26日 - 一部が平川南町・豊岡町・朝丘町・宮下町となる[3][5]。
- 1971年（昭和46年）11月25日 - 岩崎町との間で境界を変更[3][6]。
- 1975年（昭和50年）9月25日 - 一部が西岩田1～6丁目・中岩田1丁目となる[3][7]。
- 1980年（昭和55年）11月8日 - 一部が平川本町・中岩田4丁目となる[3][8]。
- 1982年（昭和57年）2月20日 - 一部が中岩田2～3丁目および5～6丁目・東岩田1～4丁目となる[3][9]。
- 1983年（昭和58年）10月1日 - 一部が北岩田1～2丁目・多米中町・多米西町となる[3][10]。

## 交通
- 愛知県道4号豊橋大知波線[11]
- 愛知県道31号東三河環状線[11]
- 豊橋鉄道東田本線[11] 競輪場前停留場・運動公園前停留場

## 施設
- 岩田運動公園[11]
  - 豊橋市民球場[2]
  - 豊橋市民球技場[2]
  - 豊橋市民庭球場[2]
- 東部窓口センター[2]
- 曹洞宗西福寺[2]
- 豊橋信用金庫研修会館
- 愛知県農業総合試験場東三河農業研究所（飯村町にまたがる）

### WEB
1. ↑  “愛知県豊橋市の町丁・字一覧”.   人口統計ラボ. 2023年4月13日閲覧。
2. ↑  総務省統計局 (2017年1月27日). “平成27年国勢調査の調査結果(e-Stat) - 男女別人口及び世帯数 －町丁・字等” (CSV). 2021年7月21日閲覧。
3. ↑  “愛知県豊橋市の郵便番号一覧”.   日本郵便. 2023年4月13日閲覧。
4. ↑  “市外局番の一覧” (PDF).   総務省 (2022年3月1日). 2022年3月22日閲覧。
5. 1 2  豊橋市教育委員会学校教育課学事グループ (2021年3月1日). “豊橋市小・中学校通学区域早見表” (PDF).   豊橋市. 2024年11月15日閲覧。
6. ↑  総務省統計局 (2014年3月28日). “平成7年国勢調査の調査結果(e-Stat) - 男女別人口及び世帯数 －町丁・字等” (CSV). 2021年7月20日閲覧。
7. ↑  総務省統計局 (2014年5月30日). “平成12年国勢調査の調査結果(e-Stat) - 男女別人口及び世帯数 －町丁・字等” (CSV). 2021年7月20日閲覧。
8. ↑  総務省統計局 (2014年6月27日). “平成17年国勢調査の調査結果(e-Stat) - 男女別人口及び世帯数 －町丁・字等” (CSV). 2021年7月21日閲覧。
9. ↑  総務省統計局 (2012年1月20日). “平成22年国勢調査の調査結果(e-Stat) - 男女別人口及び世帯数 －町丁・字等” (CSV). 2021年7月21日閲覧。
10. ↑  総務省統計局 (2017年1月27日). “平成27年国勢調査の調査結果(e-Stat) - 男女別人口及び世帯数 －町丁・字等” (CSV). 2021年7月21日閲覧。

### 書籍
1. ↑  「角川日本地名大辞典」編纂委員会 1989, p. 1783-1784.
2. 1 2 3 4 5 6  「角川日本地名大辞典」編纂委員会 1989, p. 1784.
3. 1 2 3 4 5 6 7 8 9 10 11 12 13 14 15 16  「角川日本地名大辞典」編纂委員会 1989, p. 201.
4. 1 2  吉川利明 1976, p. 58.
5. 1 2  吉川利明 1976, p. 59.
6. ↑  吉川利明 1976, pp. 59–60.
7. ↑  吉川利明 1976, p. 60.
8. ↑  豊橋市編集委員会 2006, p. 553.
9. ↑  豊橋市編集委員会 2006, p. 66.
10. ↑  豊橋市編集委員会 2006, p. 375.
11. 1 2 3 4  「角川日本地名大辞典」編纂委員会 1989, p. 1783.